# NGC 3903
NGC 3903 је спирална галаксија у сазвежђу Кентаур која се налази на NGC листи објеката дубоког неба.
Деклинација објекта је - 37° 31' 2" а ректасцензија 11h 49m 3,3s. Привидна величина (магнитуда) објекта NGC 3903 износи 12,8 а фотографска магнитуда 13,5. NGC 3903 је још познат и под ознакама ESO 378-24, MCG -6-26-8, AM 1146-371, IRAS 11465-3714, PGC 36906.